# ゾルタン・イシュトヴァン
ゾルタン・イシュトヴァン(Zoltan Istvan, 1973年-)は、アメリカ合衆国のジャーナリスト、アントレプレナー、トランスヒューマニストである。アメリカの心理学専門誌Psychology TodayやVice誌にトランスヒューマニズムに関するコラムを執筆。ナショナルジオグラフィックチャンネルのレポーターや、ハフィントン・ポスト誌のブロガーとしても活動している。2016アメリカ大統領選にトランスヒューマニスト党候補として立候補した。

## 関連サイト
- http://www.zoltanistvan.com/
- https://twitter.com/zoltan_istvan
- http://2016.presidential-candidates.org/Istvan/
- http://www.zoltanistvan.com/TranshumanistParty.html